# Bernd Ritschel

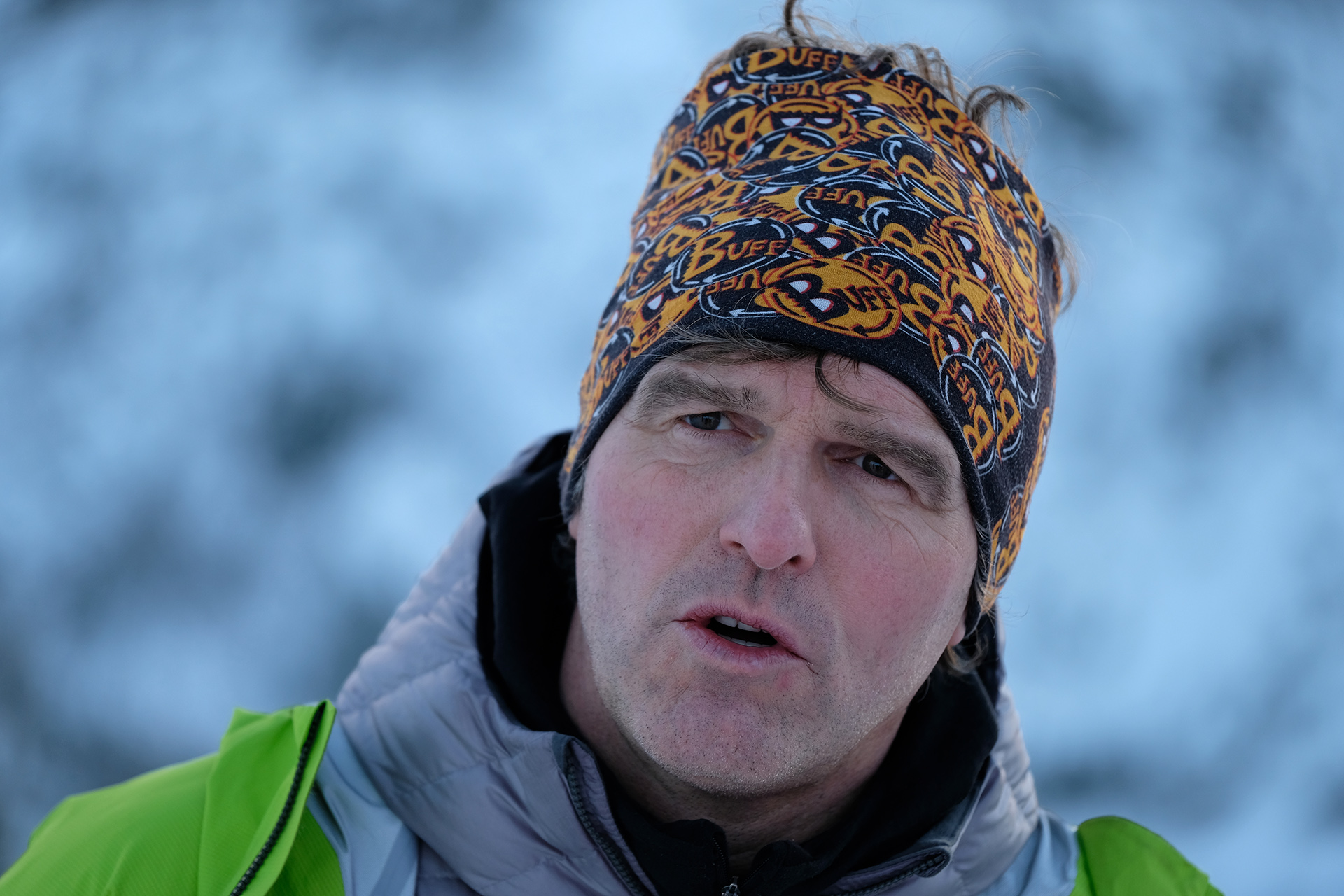
Bernd Ritschel, 2017

 Bernd Ritschel (* 31. Oktober 1963 in Wolfratshausen) ist ein deutscher Fotograf, Alpinist und Autor.

## Leben und Werk
Seine Leidenschaft für die Berge entdeckte er bereits als Jugendlicher. Er suchte das Abenteuer und Risiko. Nach dem Abschluss auf der Fachoberschule schloss er eine Ausbildung zum Maschinenbauer ab. Das Klettern war seine Passion, anfangs am Isarhochufer bei Buchenhain und im Karwendel. Gleichgesinnte lernte er in der Wolfratshauser Alpenvereinssektion kennen. Mit 18 Jahren stand Ritschel bereits auf mehreren 6000 Meter hohen Bergen in Peru.
Als Alpinist gelang ihm die Erstbegehung des östlichen Söllerkopfs über die Südwand im Wettersteingebirge sowie die 3. Winterbegehung des Gabarrou Couloirs am Mont Blanc du Tacul. Er führte Expeditionen im Himalaya, in Alaska, in den Anden und in der Arktis durch und hat Extrembergsteiger wie Ralf Dujmovits und Gerlinde Kaltenbrunner für Fotos auf Expeditionen begleitet. „Ich war früher ein fotografierender Bergsteiger, jetzt bin ich ein bergsteigender Fotograf“, fasst Ritschel seine Entwicklung zusammen.
Mit „Berge im Licht“ veröffentlichte er 1992 seinen ersten Bildband. Er hat mittlerweile über 30 Bildbände, mehrere Lehrbücher und Kalender herausgegeben. Seine Aufnahmen wurden in Magazinen wie National Geographic, Geo und Stern sowie in Ski- und Bergmagazinen publiziert. Seine Arbeiten präsentiert er auch mittels Multivisionsvorträgen. Als Werbefotograf arbeitete er für Lowa, Gore-Tex, Schöffel und The North Face.
Bernd Ritschel ist der Schutz und Erhalt der Alpen ein Herzensthema. Sein Bildband „Alpengletscher“ widmet sich dem starken Rückgang der Alpengletscher. Als Fotograf hat er den Skirennläufer Felix Neureuther beim Projekt „Unsere Alpen. Ein einzigartiges Paradies und wie wir es erhalten können“ begleitet.
Zusammen mit Bernd Römmelt und Heinz Zak gehört Bernd Ritschel zu den bekanntesten Bergfotografen im deutschsprachigen Raum. Er lebt mit seiner Familie im bayerischen Kochel am See.

## Veröffentlichungen (Auswahl)
- Europas heilige Berge. Sehnsuchtsorte voller Stille und Faszination (mit Ninwa Ruhland). Knesebeck Verlag, München 2024, ISBN 978-3-95728-871-4.
- Höher steigen, weiter blicken. Vom Glück, in den Bergen zu sein. Tyrolia Verlag, Innsbruck 2024, ISBN 978-3-7022-4170-4.
- mit Eugen E. Hüsler: Magische Alpentäler. Sehnsuchtsorte abseits des Trubels. National Geographic Deutschland, München 2022, ISBN 978-3-86690-730-0.
- mit Frank Eberhard und Sandra Freudenberg: Alpine Hütten3. Sehnsuchtswege in den Bergen. National Geographic Deutschland, München 2022, ISBN 978-3-86690-802-4.
- mit Felix Neureuther und Michael Ruhland: Unsere Alpen. Ein einzigartiges Paradies und wie wir es erhalten können. National Geographic Deutschland, München 2022, ISBN 978-3-86690-790-4.
- mit R. Demmel und H. Raffalt: Austria alpin. Große Gipfel in Österreich. Tyrolia Verlag, Innsbruck 2021, ISBN 978-3-7022-3971-8.
- mit Andrea Fischer: Alpengletscher. Eine Hommage. Tyrolia Verlag, Innsbruck 2020, ISBN 978-3-7022-3846-9.
- Tirol 2021. Tyrolia Verlag, Innsbruck 2020, ISBN 978-3-7022-3856-8.
- mit Eugen E. Hüsler: Bergparadiese. Die 13 Nationalparks der Alpen. Bruckmann Verlag, München 2019, ISBN 978-3-7343-1304-2.
- mit Frank Eberhard und Sandra Freudenberg: Hütten2. Neue Sehnsuchtsorte in den Alpen. National Geographic Buchverlag, München 2019, ISBN 978-3-86690-616-7.
- mit Eugen E. Hüsler: Unsere Bergheimat. Lieblingsziele in den Bayerischen Alpen. Bergverlag Rother, München 2019, ISBN 978-3-7633-7081-8.
- mit Tom Dauer: Dark mountains. National Geographic Deutschland, München 2017, ISBN 978-3-86690-628-0.
- Fotografie. Berge - Landschaft - Outdoor - Action. Bergverlag Rother, München 2016, ISBN 978-3-7633-6035-2.
- Hütten. National Geographic Buchverlag, München 2016, ISBN 978-3-86690-409-5.
- mit Franziska Horn: Magische Momente über dem Ötztal. 1. Auflage. Tyrolia-Verlag, Innsbruck 2015, ISBN 978-3-7022-3443-0.
- mit Tom Dauer: Deutschlands romantische Mittelgebirge. Verwunschene Wälder und schroffe Gipfel. 1. Auflage. National Geographic, München 2014, ISBN 978-3-86690-409-5.
- mit Herbert Raffalt und Robert Demmel: Austria Alpin. Die großen Gipfel in Österreich. 1. Auflage. Tyrolia Verlag, Innsbruck 2012, ISBN 978-3-7022-3174-3.
- mit Tom Dauer: Wilde Alpen. 1. Auflage. National Geographic, München 2012, ISBN 978-3-86690-270-1.
- mit Gabriela Staebler, Norbert Rosing, Carsten Peter und Hans Strand: On Location. Die Welt der Naturfotografie. 1. Auflage. National Geographic, München 2011, ISBN 978-3-86690-239-8.
- Fotografie. Lehrschrift Berge - Landschaft - Outdoor - Action. 1. Auflage. Bergverlag Rother, München 2011, ISBN 978-3-7633-6035-2.
- mit Susanne Schaber: Bildband Tirol. 1. Auflage. Tyrolia-Verlag, Innsbruck Wien 2010, ISBN 978-3-7022-3084-5.
- Berge im Licht. Gipfel - Landschaften - Menschen. 3. Auflage. Bruckmann Verlag, München, ISBN 3-7654-3448-5.